# 378 (szám)
A 378 (római számmal: CCCLXXVIII) egy természetes szám, háromszögszám, az első 27 pozitív egész szám összege.

## A szám a matematikában
A tízes számrendszerbeli 378-as a kettes számrendszerben 101111010, a nyolcas számrendszerben 572, a tizenhatos számrendszerben 17A alakban írható fel.
A 378 páros szám, összetett szám, kanonikus alakban a 21 · 33 · 71 szorzattal, normálalakban a 3,78 · 102 szorzattal írható fel. Tizenhat osztója van a természetes számok halmazán, ezek növekvő sorrendben: 1, 2, 3, 6, 7, 9, 14, 18, 21, 27, 42, 54, 63, 126, 189 és 378.
A 378 négyzete 142 884, köbe 54 010 152, négyzetgyöke 19,44222, köbgyöke 7,23043, reciproka 0,0026455. A 378 egység sugarú kör kerülete 2375,04405 egység, területe 448 883,32472 területegység; a 378 egység sugarú gömb térfogata 226 237 195,7 térfogategység.